# Tabes dorsal
Tabes dorsal é uma lenta degeneração de neurônios que carregam informação sensorial para o cérebro. Os nervos que se degeneram nesta doença estão localizados nas colunas dorsais da medula espinhal e carregam informações que ajudam a pessoa a manter seu senso de posição (propriocepção), senso de vibração e toque fino (sensibilidade epicrítica). 
É o resultado de uma infecção por sífilis terciária (Após 15 a 25 anos da infecção inicial) que geram inflamação e atrofia em nervos da coluna vertebral.

## Causa
A tabes dorsal é causada por desmielinização. É o resultado de uma infecção por sífilis não tratada. (Sífilis terciária).

## Sintomas
- Sinal de Romberg;
- dificuldade ao andar;
- dores nos membros inferiores;
- sensação de andar sobre algodão ou de picada no tronco;
- sensibilidade dolorosa profunda na região do tendão de Aquiles ou testículos;
- sensibilidade dolorosa superficial e táctil na região do nariz, esterno, face ulnar dos antebraços, região fibular e perineal;
- perturbações da micção e da defecação;
- impotência;
- deficiência visual: pupilas de tipo Argyll-Robertson (pequenas, desiguais e irregulares); as pupilas não reagem à luz, mas apresentam acomodação;
- perda de tônus muscular e de reflexos profundos;
- atrofia óptica;
- distúrbios vesicais, incluindo dor abdominal;
- atrofia óptica: perda progressiva da visão inicialmente unilateral e posteriormente bilateral.

## Tratamento
Os pacientes com manifestações neurológicas devem ser hospitalizados.
Em portadores do HIV com neurossífilis é indicada a punção lombar para que se possa definir o esquema terapêutico mais apropriado. 